# Финал Кубка России по футболу 2024
Суперфинал (финал) Кубка России по футболу 2024 — финальный матч 32-го розыгрыша Кубка России по футболу 2023/2024, который состоялся 2 июня 2024 года в Москве на стадионе «Лужники». В матче сыграли победитель Пути РПЛ Зенит и победитель Пути Регионов Балтика. По итогам жеребьёвки на Матч Премьер номинальным хозяином поля стала Калининградская Балтика.
Матч окончился со счётом 1:2 в пользу «Зенита». В Суперкубке «Зенит» сыграл с вице-чемпионом РПЛ 2023/24 Краснодаром.

## Место проведения

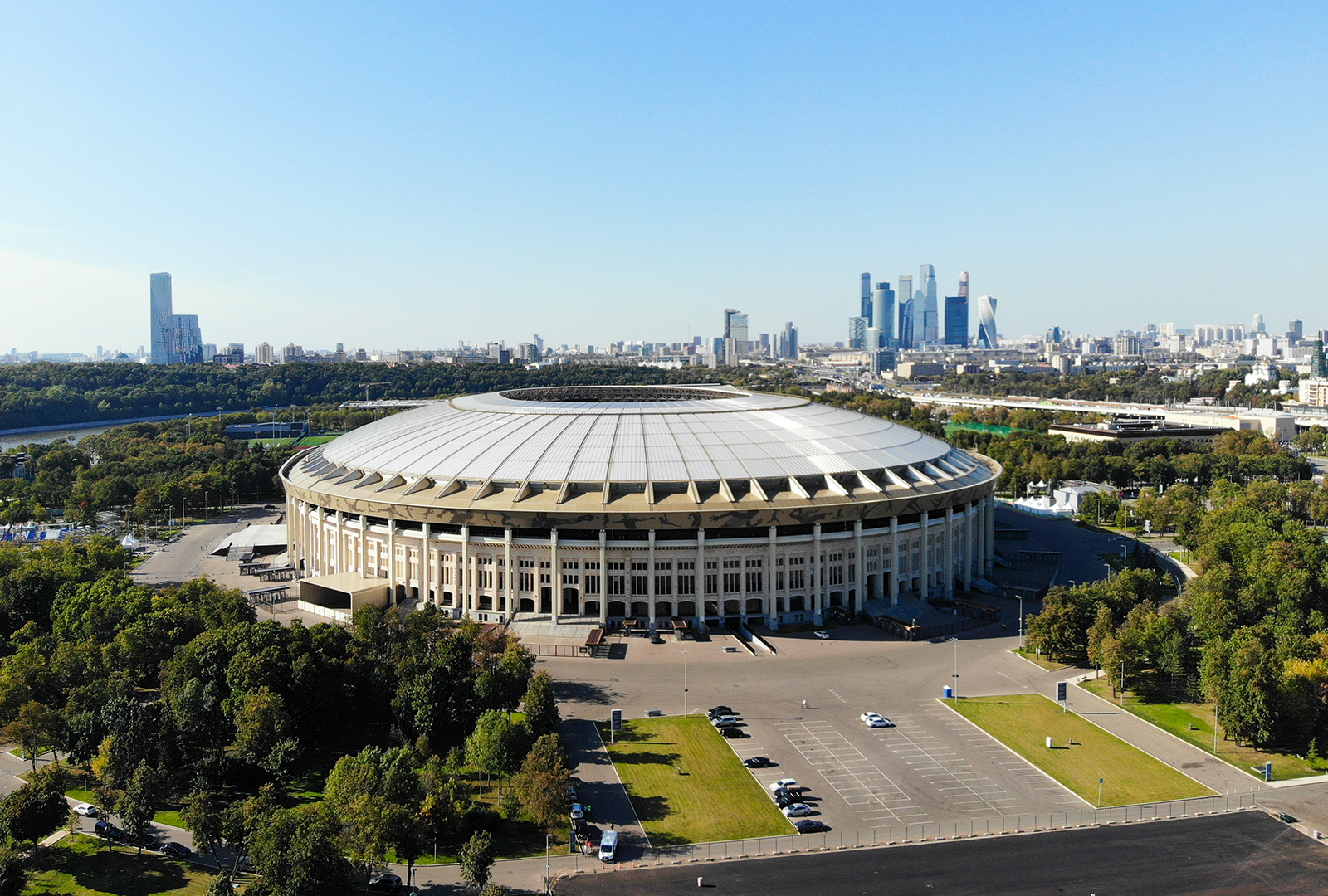
Вид стадиона с высоты птичьего полёта

Стадион «Лужники», вместимость которого составляет 73 189 зрителей, принимал I Спартакиаду народов СССР, VI Всемирный фестиваль молодёжи и студентов, XXII летние Олимпийские игры, финал Кубка УЕФА 1999, финал Лиги чемпионов УЕФА 2008, а также был главным стадионом Чемпионата мира по футболу 2018. На стадионе были проведены десять финалов кубка России. Стадион является домашним для московского «Торпедо» и одной из домашних арен для сборной России по футболу.
Все финалы Кубка России на стадионе
| год  | команда 1 | команда 2 | счёт           | зрителей |
| ---- | --------- | --------- | -------------- | -------- |
| 1993 | Торпедо   | ЦСКА      | 1:1 (пен. 5:3) | 25 000   |
| 1994 | Спартак   | ЦСКА      | 2:2 (пен. 4:2) | 35 000   |
| 1995 | Динамо    | Ротор     | 0:0 (пен. 8:7) | 20 000   |
| 1998 | Спартак   | Локомотив | 1:0            | 38 000   |
| 1999 | Зенит     | Динамо    | 3:1            | 22 000   |
| 2002 | ЦСКА      | Зенит     | 2:0            | 35 000   |
| 2006 | ЦСКА      | Спартак   | 3:0            | 61 000   |
| 2007 | Москва    | Локомотив | 0:1 (д.в.)     | 45 000   |
| 2022 | Спартак   | Динамо    | 2:1            | 69 036   |
| 2023 | Краснодар | ЦСКА      | 1:1 (пен. 5:6) | 53 425   |